# Noémie Wolfs
Noémie Maria Alexis Ghislaine Wolfs, född 20 oktober 1988 i Scherpenheuvel-Zichem, är en belgisk sångerska. Hon var mellan 2010 och 2015 medlem i bandet Hooverphonic.